# Лікомед

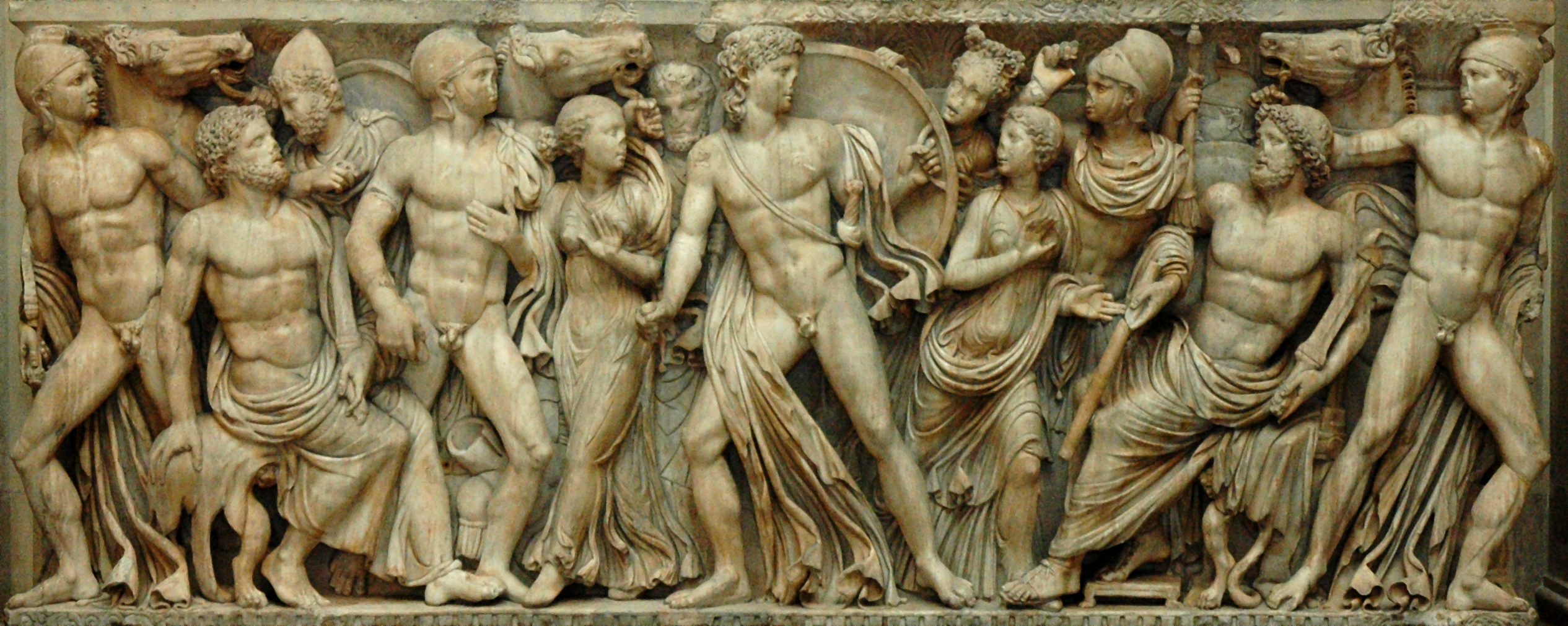
Ахіллес з дочками Лікомеда на римському соркофазі, близько 240 р. н.е.

Лікоме́д (грец. Λυκομήδης, Lykomedes) — в древньогрецькій міфології  володар острова Скірос в Егейському морі. Син Аполлона і Парфенопи.

## Інтернет-ресурси
- Lykomedes im Greek Myth Index (englisch)